# Ruitner Sándor
Ruitner Sándor (Budapest, 1929. október 14. – Budapest, 2017. május 27.) Erkel Ferenc- és Nádasdy Kálmán-díjas zenei rendező, dramaturg. A Magyar Rádió és a Magyar Televízió munkatársaként alkotásaival több mint fél évszázadon át szolgálta a magyar zenei életet.
„Az emberi hang, a hanggal való játék megjelenítése, az volt az én szeretett világom.” (Ruitner Sándor visszaemlékezéséből).

## Élete és zenei pályája
1950-ben lett a Magyar Rádió munkatársa és elhatározta. hogy „valamilyen formában a muzsika szolgálatába fog szegődni”. Hamarosan elkötelezte magát a zenés drámai műfajok iránt. Célját „előbb rendezőként, majd dramaturgként, előbb a Rádióban, majd a Televízióban” sikerült megvalósítania. A Magyar Rádiónál, majd később televíziósként is a különleges zenés színház egyik vezető munkatársa volt. 
Előzőleg, 1955-ben Révai Dezső, aki a megalakítandó Magyar Televízió előkészítését szervezte, a televízióhoz hívta zenei munkatársnak, de ő régi kollégáját, Buzáné Fábri Évát ajánlotta maga helyett. Ruitner Sándor ekkor már Nádasdy Kálmán munkatársa volt a rádiónál. Később ezt az öt évet (1954–1959) élete meghatározó korszakának nevezte, ekkor sajátította el – munka közben – a szakma rejtett fortélyait. 1960-ban azután átvette a Rádió Dalszínháza elnevezésű évekig tartó műsorsorozat „egyszemélyes dramaturgiájának vezetését”.
Már az 1960-as évek elején kezdett televíziózni, de úgy alakult, hogy kb. tízévenként következtek életének nagy változásai, ugyanis 1970-ben lett a Magyar Televízió munkatársa. Rendezőként ekkor készítette el a 10 részes Bartók bemutatók nyomában című dokumentumsorozatot.
Nevéhez fűződik – szerkesztő-dramaturgként, esetenként zenei rendezőként is – az 1970-es – 1980-as években a Magyar Televízióban készült és sugárzott Zenés TV Színház című sorozat, melyet Erkel Ferenc operáinak feldolgozásával indított útjára. További számtalan rövidebb-hosszabb televíziós műsornak volt zenei szerkesztője.
2017. június 25-én a Bartók Rádió műsorban emlékezett meg Ruitner Sándorról.
1959-től társa az életben és a munkában Fejes Cecília zenei rendező volt.

## Televíziós munkáiból
- 1963: Éjszakai repülés (tv-film, zenei rendező)
- 1964: C'est la guerre (Ilyen a háború) (tv-film, zenei rendező)
- 1966: Énekóra (tv-film, zenei rendező)
- 1966: A csengő (TV Movie) (tv-film, zenei rendező)
- 1969: A Cigánybáró: (tv-film, zenei szerkesztő)
- 1970: Házasodj, Ausztria! (tv-film Mikszáth Kálmán regénye alapján; szerkesztő, zenei rendező)[1]
- 1970-1993: Zenés TV színház, a 38 részes zenés televíziós sorozat zenei szerkesztője; zenei rendező is a sorozat egyes darabjaiban:[2]
  - 1974: Az úrhatnám szolgáló
  - 1976: Az asszony és az igazság
  - 1979: Pomádé király új ruhája
  - 1987: A cremonai hegedűs (társ-forgatókönyvíró)
  - 1988: Három a kislány (tv-játék, társ-forgatókönyvíró)
  - 1973: Itt járt Mátyás király (Mikszáth Kálmán műve alapján; szerkesztő, zenei rendező)[3]
  - 1985: Leányvásár (tv-film Victor Jacobi operettje alapján; forgatókönyvíró Zsurzs Évával közösen[4]

## A Rádió Dalszínházának felvételei (1949-1995)
0-9
- 3:1 a szerelem javára, jazz-operett - 1988

A
- Abu Hasszán (Weber), vígopera – 1974
- Aida – 1954
- Az ajtón kívül  – 1977
- Aki hűtlen póruljár (Haydn), opera– 1952. 11. 20.
- Amerikai komédia – 1966
- Angot asszony lánya / I – II – 1950, 1960
- Anyegin – 1959
- Aranycsillag – 1953
- Az arany meg az asszony – 1957
- Az aranyszárnyú méhecske /gyermek/ – 1974
- Az asszony és az igazság /opera persziflázs/ -1965
- Asszonyok háza – 1952

Á
- Álom a színházról (TV-ből átvett anyag) – 1985
- Április – 1964

B
- Babavásár – 1968
- Bajazzók – 1961
- Banditák / I – 1954
- Banditák / II – 1987
- Barabbás (TV-ből átvett anyag) -1978
- Barbara tejbár – 1969
- Bánk bán – 1962
- Bástyasétány 77 – 1957
- Báthory Mária – 1986
- Báthory Zsigmond – 1955
- Becsületes megtaláló – 1973
- Benn a herceg – kinn a herceg – 1966
- Bécsi vér – 1976
- Bob herceg – 1965
- Boccaccio – 1961
- Bohémélet – 1958
- Boldogságfelelős – 1957
- Borúra derű – 1956
- Botrány az Ingeborg koncerten – 1979
- Bösendorfer – 1977
- Brankovics György – 1977
- Bruschino úr – 1967
- Bunbury (Petrovics) – 1984
- Bunbury és társai (Kawan) – 1967
- Bűnbak – 1960
- A bűvös szekrény – 1966
- A bűvös szék (TV-ből átvett anyag) – 1973
- A bűvös vadász (Szegeden, stúdiószerűen felvett anyag) – 1959

C
- Carmen – 1955
- A certaldói vásár – 1950
- C’ est la guerre – 1961
- A cigánybáró – 1961
- Cigányszerelem 1984
- A cirkusz csillagai – 1962 (magyarországi bemutató)
- A cornevillei harangok – 1971
- A cornwalli kalóz – 1975 (magyarországi bemutató)
- Cupido – 1970

CS
- Családod, családom, családunk – 1976
- A csavargók – 1971
- Csárdáskirálynő – 1968
- Cseberből-vederbe – 1964
- A csendháborító – 1956
- A csengő – 1965
- Csínom Palkó / I – II – 1950, 1963
- Csintalan csillagok – 1981

D
- Dalol az ifjúság – 1950
- Darumadár (Dankó Pista) – 1954
- Denevér – 1963
- Diadalmas asszony – 1987
- Don Pasquale – 1959
- Don Perlimplin szerelme – 1988
- Dózsa György -
- Dunakanyar – 1987
- Dzsamile – 1967

E
- Egyetlen éjszakán – 1974
- Egy éj az Aranybogárban – 1963
- Egy szerelem három éjszakája – 1965
- Együtt a Dunán – 1950
- Az eladott menyasszony – 1981
- Elfrida -1987
- Az elisondói lány – 1966
- Eljegyzés lámpafénynél / I – II – 1955, 1984
- Az elrabolt asszony – 1957
- Az első pillanat – 1956
- Első szerelem – 1955
- Az első szívdobbanás – 1956
- Esküdtszéki tárgyalás – 1965 (magyarországi bemutató)
- Az ezred lánya – 1969

É
- Élő csillag -1951
- Éva / I – II – 1950, 1975
- Éva a manöken – 1963

F
- Falstaff – 1960
- Farsangi lakodalom – 1986
- Fehér éjszakák – 1971 (magyarországi bemutató)
- Fekete csillagok – 1951
- A fekete város – 1969
- Felhők felett – 1950
- A férj kopogtat – 1977
- A fiam nem a lányom – 1964
- Fidelio – 1970
- Firenzei tragédia – 1961
- Forró nyár – 1970
- Fortunio dala / I – II – 1958, 1989
- Fő a vendég – 1963
- Francia postakocsi – 1956
- A Fruska – 1973 (magyarországi bemutató)
- A furfangos özvegy – 1950
- A fülemüle – 1988
- Füredi Annabál – 1958

G
- Gerolsteini nagyhercegnő – 1970
- Gésák – 1970
- Gianni Schicchi – 1957
- Giroflé és Girofla – 1950
- Giuditta – 1982
- Guillotine térzenével – 1967

Gy
- A gyermek és a varázslat – 1964 (magyarországi bemutató)

H
- Haldoklás habbal – 1965
- Harmadik bolygó – 1989
- 66-os szám / I – II – 1964, 1990
- Hatvani diákjai – 1955, Kemény Egon–Ignácz Rózsa–Soós László–Ambrózy Ágoston: „Hatvani diákjai” (1955) Rádiódaljáték 2 részben. Szereplők: Hatvani professzor – Bessenyei Ferenc, Kerekes Máté – Simándy József, női főszerepben: Petress Zsuzsa, további szereplők: Mezey Mária, Fodorító Márton, csizmadia céhmester – Tompa Sándor, Pálóczi Horváth Ádám: Sinkovits Imre, Naszályossy – Zenthe Ferenc, Bende Zsolt, Horváth Tivadar, Kovács Károly, Hadics László, Gózon Gyula, Csákányi László, Dénes György és mások. Zenei rendező: Ruitner Sándor. Rendező: Molnár Mihály és Szécsi Ferenc. A Magyar Rádió (64 tagú) Szimfonikus Zenekarát Lehel György vezényelte, közreműködött a Földényi-kórus 40 tagú férfikara.
- Hárman Párizsban – 1982
- Három a kislány – 1963
- Három királyok ajándéka – 1984
- Három szerelmesek -1955
- Házasodj, Ausztria! – 1968
- A Ház közbeszól – 1960
- Hej, Madrid, Madrid... – 1966
- Hétfőtől szombatig – 1968
- 7 pofon – 1970 (hét részben)
- A hóember – 1980 /gyermek/
- Hófehérke és a hét óriás – 1964
- Hoffmann meséi – 1962
- Hókusz-pókusz – 1950
- A holicsi Cupido – 1979
- Holnaptól nem szeretlek – 1974
- Hozzányúlni tilos – 1959
- Hunyadi László – 1958
- Huszti kaland – 1951

I
- Az Ifjú gárda – 1953 (magyarországi bemutató)
- Az igazmondó juhász /gyermek/ – 1980
- Igazolatlan éjszaka – 1967
- Iphigenia Aulisban – 1973
- Iphigenia Taurisban – 1966
- István király – 1993

J
- Jancsi és Juliska – 1985
- János vitéz – 1959
- Joe bácsi – 1961
- John Kihót Amerikában – 1966
- Johnny bumm! – 1962
- Jó parti – 1959
- Josephine császárné – 1982
- Juanita csókja – 1960 (magyarországi bemutató)

K
- Kakukkfióka – 1968
- Kádár Kata – 1957
- Kedves rokonok – 1972
- Keserű tanya – 1952
- Kék kalap – 1990
- Kékszakáll – 1978
- Kénytelen mulatság – 1973
- A kék út – 1953
- Kérők – 1954
- A két kapitány – 1975
- A két koldusdiák – 1957
- 200.000 forint hozomány – 1966
- Kifutópályán – 1976
- Kiküldetés – 1971
- Kim és kiő – 1970
- Kincskeresők – 1956
- Kinevezés – 1976
- Királyi szélhámos – 1985
- A királyné csipkekendője – 1967
- Kis szekeres-nagy szekeres – 1961
- A kis vő – 1954
- A kóbor hegedűs (Lavotta) – 1950
- Kocsonya Mihály házassága – 1982
- A koldusdiák / I- II – 1964, 1988
- Komáromi farsang – 1957, Kemény Egon – Gál György Sándor – Erdődy János: „Komáromi farsang” (1957) Rádiódaljáték 2 részben. Történik: 1798, farsangján. Színhely: Komárom. Főszereplők: Csokonai Vitéz Mihály – Ilosfalvy Róbert és Zenthe Ferenc, Lilla – Házy Erzsébet és Korompai Vali. Szereplők: Deák Sándor, Gönczöl János, Molnár Miklós, Berky Lili, Bilicsi Tivadar, Szabó Ernő, Hlatky László, Fekete Pál, Lehoczky Éva, Kishegyi Árpád, Völcsey Rózsi, Gózon Gyula, Rózsahegyi Kálmán és mások. Zenei rendező: Ruitner Sándor. Rendező: László Endre. A Magyar Rádió Szimfonikus Zenekarát Lehel György vezényelte.
- A költő – 1975
- A köpeny – 1957
- Kőzene (TV-ből átvett anyag) – 1984
- Krisztina kisasszony – 1959, Kemény Egon – Erdődy János: „Krisztina kisasszony” (1959) Rádióoperett 2 részben. Történik: 1809-ben. Színhely: Győr. Főszereplő: Krisztina kisasszony: Petress Zsuzsa. Szereplők: Kövecses Béla, Bitskey Tibor, Gyenes Magda, Bilicsi Tivadar, Rátonyi Róbert, Ungvári László, Gonda György, Somogyi Nusi, Dajbukát Ilona, Pethes Sándor és mások. Zenei rendező: Ruitner Sándor. Rendező: Cserés Miklós dr. A Magyar Rádió Szimfonikus Zenekarát Lehel György vezényelte, közreműködött a Földényi-kórus.
- Kulcs a lábtörlő alatt – 1949

L
- Lammermoori Lucia – 1952
- Leányvásár – 1964
- Legénybúcsú – 1968
- A legszebb lány a kolhozban – 1950
- A lepecsételt asszony – 1962
- Lészen ágyú – 1951
- Lili – 1972
- Lili bárónő – 1983
- Londoni szenzáció – 1964 (magyarországi bemutató)
- Luxemburg grófja – 1966
- Lysistrate – 1962

M
- A madarász / I – II – 1959, 1989
- A majlandi tornyok – 1961
- Maláji lány – 1955
- Manon Lescaut – 1962
- Marica grófnő – 1987
- Ma utoljára – 1950
- Maya – 1971
- Mágnás Miska – 1969
- Májusfa – 1949, Kemény Egon – Mesterházi Lajos – Szász Péter – Romhányi József (Bemutató: 1949. május 1.) Nagyoperett rádióra, az első rádióoperett. Szereplők: Fábry Edit (ének), Ferrari Violetta, Horváth Tivadar, Pándy Lajos, Darvas Iván, Kárpáti Zoltán, Rátonyi Róbert, Rafael Márta, Ruttkay Éva, Gera Zoltán. Rendező: Dr. Rácz György. A Fővárosi Operettszínház Zenekarát Majorossy Aladár vezényelte. A „Májusfa-keringőt” a rádiófelvételen (1950) Gyurkovics Mária énekelte.
- Májusi fény – 1950
- Május királynője – 1951
- Márta (debreceni együttes) – 1957
- II. Fülöp – 1966
- Melibea és alista – 1981
- A messzetűnt kedves – 1965, Kemény Egon – Erdődy János: „A messzetűnt kedves” (1965) Történelmi daljáték. Történik: 1791-ben, 1793-ban, 1827-ben. Színhely: Debrecen; egy francia kisváros; Érmelléki szőlő. Szereplők: Fazekas Mihály – Simándy József/Darvas Iván, Pálóczi Horváth Ádám – Palócz László/Láng József, Ámeli – László Margit/Domján Edit, Julika – Andor Éva/Örkényi Éva. Zenei rendező: Ruitner Sándor. Rendezte: László Endre. A Magyar Rádió Szimfonikus Zenekarát Bródy Tamás vezényelte, közreműködött a Földényi kórus.
- A mikádó – 1968
- Minden jegy elkelt – 1958
- Mindenki lépik egyet – 1982
- Minden megtörténhet – 1952
- Montmartrei ibolya – 1989
- A mosoly országa – 1971
- Muzsikáló kastély – 1956

N
- Nászajándék – 1954
- Nebántsvirág – 1958
- A néma levente – 1977
- Névtelen hősök – 1980
- Nílusparti randevú – 1962
- Nóé bárkája – 1951
- Női különítmény – 1967

Ny
- Nyugtalan boldogság / I – 1951, 1959 (magyarországi bemutató)

O
- Olasz nő Algirban – 1971
- Operát Szmirnába – 1982
- Orfeusz az alvilágban / I – 1963, 1990
- Orlando lovag – 1960

Ö
- Önt Tajmír hívni fogja – 1951

P
- Paganini – 1981
- Pajkos diákok – 1966
- Pajzán históriák – 1980

a./ A király jegyese
b./ Nem jó dolog szerfelett maflának lenni
c./ Arról, aki nem eszmélt rá a magáéra
- Palotai álmok – 1981
- Pánik – 1967
- Pedro mester bábszínháza – 1964
- Párizsi vendég – 1986
- Piaci dámák – 1976
- Pillangó kisasszony – 1954
- Poljuska – 1951
- Pomádé király új ruhája – 1951
- Pomádé király új ruhája (rövidített változat) – 1969
- Pompadour – 1967

R
- Rajta Rudi – 1950
- Rákóczi / I – 1950, 1964
- A rendíthetetlen ólomkatona – 1979
- Repülj fecském /Reményi Ede/ – 1951
- Rigó Jancsi – 1973
- Rigoletto – 1964
- Rip van Winckle – 1968
- Rita – 1965
- Riviera – 1965
- Romantika pedig nincs – 1963

S
- Sancho Panza szigete – 1983
- Sarokház – 1959
- Sarolta – 1971
- Sárgarigó és az alkirály – 1973
- Sárpilisi kertek alatt – 1953
- A sevillai borbély – 1960
- Simona néni – 1995
- Sipsirica – 1978
- A sóhajok hídja – 1976
- Svanda a dudás – 1949 (magyarországi bemutató)

Sz
- Szabad szél – 1954
- Száz cifra ködmön – 1965
- Szabad szívek – 1960, Kemény Egon – Békés István Regényes daljáték 2 részben. Történik: 1945-ben. Színhely: Debrecen. Főszereplők: Sándor Judit/Bánki Zsuzsa, Bende Zsolt/Benkő Gyula; Zentay Anna, Horváth Tivadar, Fónay Márta, Agárdi Gábor, Suka Sándor. A Magyar Rádió Szimfonikus Zenekarát Lehel György vezényelte.
- Szelistyei asszonyok (Polgár Tibor) – 1950
- Szelistyei asszonyok (Sárközi István) – 1983
- Székely fonó – 1957
- Szél kerekedik –
- A szép Galathea – 1964
- Szép Heléna – 1965
- A szép Juhászné – 1954
- A szépség nem minden – 1966
- Színésznő születik – 1980
- A színigazgató – 1963
- Szóljon a gitár /Szovjet téma/ – 1980
- Szökött szerelmesek – 1981
- Szöktetés a szerájból – 1959
- Sztambul rózsája – 1965
- A szűzek városa – 1964

T
- Talán a csillagok – 1949, Kemény Egon – Szász Péter – Romhányi József (Bemutató: 1949. december 31.) Rádióoperett. A „Májusfa” zenéje nagy sikert aratott, a rádióhallgatók kívánságára készült el az új rádiós műfajt teremtő darab szilveszteréji folytatása. A "Májusfa-keringő" zenei ikertestvére a "Hópehely-keringő": Szereplők: Gyurkovics Mária, Bán Klári, Gyenes Magda, Rátonyi Róbert, Hadics László. A Magyar Rádió Szimfonikus Zenekarát Lehel György vezényelte.
- Tartuffe – 1952
- Tavasz – 1973
- Tavasz a fővárosban – 1952
- Tavaszi hangok – 1954
- Társbérlet – 1959
- A tenor (TV-ből átvett anyag) – 1974
- Texasi örökség – 1950
- A tisztességtudó utcalány (TV-ből átvett anyag)
- Tosca – 1960
- Traviata – 1958
- Trubadur – 1959
- Turandot – 1955

U
- Az udvari kalap – 1975
- Az új Lady – 1979
- Újpesti lány – 1953
- Úrhatnám szolgáló – 1964
- Úrinő a feleségem – 1963
- Úszómester – 1963

Ü
- Az ügyefogyott ügyvéd – 1978

V
- A varázsfuvola – 1972
- A varászhegedű – 1969
- Varázskeringő – 1967
- Vasárnap este – 1956
- Vasból való vár – 1952
- Vándordiák (az első adáskor: Garabonciás) – 1952
- A város kulcsa – 1951
- Vendégek (TV-ből átvett anyag) – 1975
- A verbunkos cigány /Bihari János/ – 1950
- Veronai haragosok – 1969
- Végelszámolás – 1989
- A végzet hatalma – 1961
- Vidám vásár – 1952
- Vidróczki – 1959
- A víg özvegy – 1962
- Vizirózsa – 1962
- Vörös posztó – 1958

Y
- „Y” – háború (TV-ből átvett anyag) – 1974

Z
- Zátony – 1971
- Zenélő piramis – 1974
- Zenés játék születik – 1977
- Zeng az erdő – 1952
- A zongorahangoló – 1982
- Zúg a folyó – 1950

## Diszkográfia
- Kemény Egon – Ignácz Rózsa – Soós László – Ambrózy Ágoston: „Hatvani diákjai” daljáték, Breaston & Lynch Média, 2019
- Kemény Egon – Gál György Sándor – Erdődy János: „Komáromi farsang” daljáték, Breaston & Lynch Média, 2019
- Zenés Színház az éterben, Magyar Rádió, 2000